# Rue Jean-François-Leca
La rue Jean-François-Leca est une voie marseillaise située dans le 2e arrondissement de Marseille.

## Situation et accès
Cette voie en ligne droite démarre dans le quartier des Grands-Carmes, à l’intersection avec les rues François-Moisson et des Phocéens, non loin de la rue de la République et aux portes du Panier. Elle croise l’avenue Robert-Schuman et descend un escalier jusqu’à la rue Mazenod. Elle se termine quai de la Joliette dans le quartier éponyme.

## Origine du nom
La rue doit son nom à Jean-François Leca (1875-1945), employé aux P.T.T. et ancien président du conseil d’arrondissements mort en déportation au camp de Buchenwald en avril 1945.

## Historique
Elle prend son nom actuel par délibération du conseil municipal en date du 23 juillet 1945. Elle s’appelait auparavant « rue Sainte-Pauline ».
Sous des anciens entrepôts de Sudcargos situés à l’angle de la rue de l’Observance, sont découverts pendant la construction d’un nouvel immeuble en août 1994 200 squelettes inhumés en 1722 lors de la peste de Marseille. Le 16 août 1994, en ces mêmes lieux, est mis au jour un atelier de frappe de monnaies datées du Ier siècle et un four à amphores à vin daté du Ve siècle avant notre ère qui produisait des amphores micacées, méthode caractéristique de la fabrication marseillaise.
La rue est classée dans la voirie de Marseille le 28 avril 1855.

## Bâtiments remarquables et lieux de mémoire
- Au numéro 31 se trouve le tribunal administratif de Marseille.